# A Scooby-Doo, merre vagy? epizódjainak listája
Ez a lista a Scooby-Doo, merre vagy? című sorozat epizódjainak felsorolását tartalmazza. Az epizódcímek a Turnertől származnak.

## Évados áttekintés
| Évad | Évad | Epizódok | Eredeti sugárzás     | Eredeti sugárzás  | Magyar sugárzás | Magyar sugárzás    |
| Évad | Évad | Epizódok | Évadpremier          | Évadfinálé        | Évadpremier     | Évadfinálé         |
| ---- | ---- | -------- | -------------------- | ----------------- | --------------- | ------------------ |
|      | 1    | 17       | 1969. szeptember 13. | 1970. január 17.  | 2002. május 11. | 2002. július 6.    |
|      | 2    | 8        | 1970. szeptember 12. | 1970. október 31. | 2002. július 7. | 2002. augusztus 3. |

## 1. évad
| #   | Eredeti cím                     | Magyar cím                   | Eredeti premier      | Magyar premier   |
| --- | ------------------------------- | ---------------------------- | -------------------- | ---------------- |
| 1.  | What a Night for a Knight       | Fekete éjben fekete lovag    | 1969. szeptember 13. | 2002. május 11.  |
| 2.  | A Clue for Scooby Doo           | Scooby-Doo nyomra bukkan     | 1969. szeptember 20. | 2002. május 12.  |
| 3.  | Hassle in the Castle            | A Vaskéz-vár varázslója      | 1969. szeptember 27. | 2002. május 18.  |
| 4.  | Mine Your Own Business          | Törődj a magad aranyával!    | 1969. október 4.     | 2002. május 19.  |
| 5.  | Decoy for a Dognapper           | Kukackutya                   | 1969. október 11.    | 2002. május 25.  |
| 6.  | What the Hex Going On?          | Mi a csuda folyik itt?       | 1969. október 18.    | 2002. május 26.  |
| 7.  | Never Ape an Ape Man            | Ne majmold a majmot!         | 1969. október 25.    | 2002. június 1.  |
| 8.  | Foul Play in Funland            | Veszélyek a vidámparkban     | 1969. november 1.    | 2002. június 2.  |
| 9.  | The Backstage Rage              | A színpad szelleme           | 1969. november 8.    | 2002. június 8.  |
| 10. | Bedlam in the Big Top           | A bolond bohóc               | 1969. november 15.   | 2002. június 9.  |
| 11. | A Gaggle of Galloping Ghosts    | A dermesztő drakula          | 1969. november 22.   | 2002. június 15. |
| 12. | Scooby-Doo and a Mummy, Too     | Scooby és a múmia            | 1969. november 29.   | 2002. június 16. |
| 13. | Which Witch is Which?           | Boszorka a horgon            | 1969. december 6.    | 2002. június 22. |
| 14. | Go Away Ghost Ship              | Kalóz kísértethajó           | 1969. december 13.   | 2002. június 23. |
| 15. | Spooky Space Kook               | Fejünk felett a földönkívüli | 1969. december 20.   | 2002. június 29. |
| 16. | A Night of Fright is No Delight | Örökölni nem öröm            | 1970. január 10.     | 2002. június 30. |
| 17. | That's Snow Ghost               | A hószellem                  | 1970. január 17.     | 2002. július 6.  |

## 2. évad
| #  | Eredeti cím                          | Magyar cím                    | Eredeti premier      | Magyar premier     |
| -- | ------------------------------------ | ----------------------------- | -------------------- | ------------------ |
| 1. | Nowhere to Hyde                      | Dr. Jekyll és Mr. Hyde        | 1970. szeptember 12. | 2002. július 7.    |
| 2. | Mystery Mask Mix-Up                  | Kínai kalandok                | 1970. szeptember 19. | 2002. július 13.   |
| 3. | Scooby’s Night with a Frozen Fright  | Félelmetes fagyos frász       | 1970. szeptember 26. | 2002. július 14.   |
| 4. | Jeepers, It’s the Creeper            | Tapír papír                   | 1970. október 3.     | 2002. július 20.   |
| 5. | Haunted House Hang-Up                | A kísértet kastély képe       | 1970. október 10.    | 2002. július 21.   |
| 6. | A Tiki Scare is No Fair              | Tök ciki ez a tiki            | 1970. október 17.    | 2002. július 27.   |
| 7. | Who's Afraid of the Big Bad Werewolf | Nem félünk a farkastól...     | 1970. október 24.    | 2002. július 28.   |
| 8. | Don't Fool with a Phantom            | Nincs pardon, ha itt a fantom | 1970. október 31.    | 2002. augusztus 3. |